# 10057 L'Obel
10057 L'Obel è un asteroide della fascia principale. Scoperto nel 1988, presenta un'orbita caratterizzata da un semiasse maggiore pari a 2,3708664 au e da un'eccentricità di 0,1410788, inclinata di 3,98504° rispetto all'eclittica.
L'asteroide è dedicato al botanico fiammingo Mathias de l'Obel.